# David Wear
David Earl Wear, Jr. (Long Beach, California, 21 de septiembre de 1990) es un baloncestista estadounidense que actualmente se encuentra sin equipo. Es hermano gemelo del también baloncestista Travis Wear.

## Trayectoria

### Selección nacional
Disputó el Campeonato FIBA Américas Sub-18 de 2008, donde su equipo terminó como vicecampeón. 

### Universidad
Comenzó su periplo en la NCAA en la Universidad de Carolina del Norte tras formarse en high school en Mater Dei. Pero tan sólo estuvo una temporada con los Tar Heels y solicitó el transfer para irse a UCLA junto a su hermano Travis Wear,  donde jugaron 3 temporadas. David promedió 7,9 puntos y 5,0 rebotes por partido.

### Profesional
No fue elegido en el Draft de la NBA de 2014, siendo su primer equipo profesional los Reno Bighorns, franquicia vinculada a los Sacramento Kings. Con los Kings llegó a debutar, jugando durante la temporada dos partidos.
En 2014, en las filas de los Reno Bighorns completó una buena temporada en NBADL promediando 16,3 puntos, 7,4 rebotes y 2,4 asistencias por encuentro. En la temporada 2014-15 promedio 2,7 triples por encuentro con un 39,5%, también tuvo un buen porcentaje en tiros libres con un 81,2% de acierto. 
En agosto de 2015 firmó por el Baloncesto Fuenlabrada.
En 2017-18, Wear se mudó a Japón para jugar con  el Osaka Evessa en la B.League y jugó con los Sydney Kings de la Liga Nacional de Baloncesto de Australia en 2018-19.